# 킴 칸스
킴 칸스(영어: Kim Carnes, 1945년 7월 20일 ~ )는 로스앤젤레스에서 태어나고 자란 미국 가수이자 작곡가이다. 그녀는 1960년대에 지역 클럽에서 공연하는 동안 다른 예술가들을 위해 글을 썼고 유명한 워터 시스터즈 (스타덤에서 온 20 피트라는 다큐멘터리에 등장함)와 세션 배경 가수로 일하면서 작곡가로서 경력을 쌓기 시작했다. 그녀가 지미 보웬과 첫 번째 출판 계약을 맺은 후, 그녀는 1971년에 데뷔 앨범인 Rest on Me를 발표했다. 칸스의 셀프 타이틀 두 번째 앨범은 주로 그녀의 첫 번째 차트 싱글 "You're a Part of Me"를 포함하여, 1975년에 빌보드 어덜트 컨템포러리 차트에서 35위를 차지했다. 다음 해, Carnes는 "Love Comes From Unexpected Places"가 수록된 Sailin을 발표했다. 그 노래는 1976년에 미국 가요제와 도쿄 가요제에서 최우수 작곡상을 받았다.
1980년, 칸스는 케니 로저스에 의해 그의 콘셉트 앨범 기디언(1980)의 곡들을 공동 작곡하도록 의뢰받았고, 그들의 듀엣곡 "Don't Fall in Love with a Dreamer"는 빌보드 핫 100에서 4위를 기록했고, 이 듀오는 그래미 어워드 후보에 올랐다. 그 해 말, 그녀의 5번째 앨범 Romance Dance (1980)에 수록된 스모키 로빈슨의 "More Love"를 커버한 곡은 10위를 기록했다. 다음 해, 칸스는 세계적인 히트곡 "Bette Davis Eyes"가 수록된 "Incusted Identity"를 발표했다. 이 곡은 빌보드 핫 100에서 9주 동안 1위를 차지했고, 골드를 차지했으며, 그래미 어워드 올해의 레코드와 올해의 노래 상을 수상했다. Incusted Identity는 빌보드 200에서 1위에 올랐고, 플래티넘을 인증 받았으며, 그래미 어워드 올해의 앨범 상 후보에 올랐다.
칸은 또한 싱글 "Draw of the Cards"(28번), "Do't Make You Remember"(36번), "Crazy in the Night (비행기에서 짖는)"(15번), "Make No Miture, He's Mine"(51번), 바브라 스트라이샌드, "What About Me?"(15번), 케니 로저스, 제임스 잉그램과 함께 플래쉬댄스 사운드트랙의 "I'll Be Here Where the Heart Is"(15번), 그래미 어워드(Grammy Award)에서 싱글 "Voyeur"(29번), "Invisible Hands"(40번)를 노미네이트했다. 그녀의 다른 작곡가로서의 성공은 도나 와이스와 함께 1위 듀엣 "The Heart Won't Lie"("Bette Davis Eyes")를 공동 작곡했고, 빈스 길과 레바 매킨타이어에 의해 녹음되었고, 1993년 매킨타이어의 앨범 "It's Your Call"에서 발매되었다.
그녀의 독특하고 시끄러운 보컬 스타일은 로드 스튜어트와 비교를 이끌어냈다. 그녀의 가장 최근 스튜디오 앨범은 Chasin' Wild Trains (2004)이다. 2017년 현재, 칸스는 내슈빌에 거주하고 있으며 계속해서 음악을 쓰고 있다.